# Stine Oftedal
Stine Bredal Oftedal (ur. 25 września 1991 w Nittedal) – norweska piłkarka ręczna, reprezentantka kraju, grająca na pozycji środkowej rozgrywającej. Od 2015 roku kapitan reprezentacji. Grę w piłkę ręczną rozpoczęła w wieku 7 lat. Pierwszy sukces odniosła w 2005 roku wygrywając z drużyną Nit-Hak Nittedal Partille Cup największy turniej piłki ręcznej dla młodzieży na świecie.
W drużynie narodowej zadebiutowała 26 listopada 2010 roku w towarzyskim meczu przeciwko reprezentacji Islandii, gdzie zdobyła jedną bramkę a jej drużyna wygrała 35:14.

## Życie prywatne
Jej młodsza siostra Hanna również była piłkarką ręczną. W latach 2011–2013 grały razem w norweskim Stabæk Håndball. Od 2017 jest w związku z niemieckim szczypiornistą Rune Dahmke.

## Sukcesy reprezentacyjne

### Juniorskie
- Mistrzostwa Europy U19:
  -  2009
- Mistrzostwa Świata U20:
  -  2010

### Seniorskie
- Igrzyska Olimpijskie:
  -  2016
- Mistrzostwa Świata:
  -  2011, 2015
  -  2017
- Mistrzostwa Europy:
  -  2010, 2014, 2016
  -  2012

## Sukcesy klubowe
- Mistrzostwa Węgier:
  -  2018, 2019
- Puchar Węgier:
  -  2018, 2019
- Liga Mistrzyń:
  -  2018, 2019

## Nagrody indywidualne
- 2010 – najlepsza środkowa rozgrywająca Mistrzostw Świata U20 (Korea)
- 2014 – MVP ligi francuskiej
- 2015 – najlepsza środkowa rozgrywająca Mistrzostw Świata (Dania)
- 2017 – MVP Mistrzostw Świata (Niemcy)
- 2018 – najlepsza środkowa rozgrywająca Mistrzostw Europy (Francja)
- 2019 – najlepsza środkowa rozgrywająca Ligi Mistrzyń
- 2020 – najlepsza środkowa rozgrywająca Mistrzostw Europy (Dania)

## Wyróżnienia
- 2019 – Piłkarka Ręczna na Świecie Roku 2019